# Krašlovice
Krašlovice (en allemand : Kraschlowitz) est une commune du district de Strakonice, dans la région de Bohême-du-Sud, en République tchèque. Sa population s'élevait à 157 habitants en 2020.

## Géographie
Krašlovice se trouve à 20 km au sud-est de Strakonice, à 34 km au nord-ouest de České Budějovice et à 104 km au sud-sud-ouest de Prague.
La commune est limitée par Skočice au nord, par Vodňany au sud et à l'est, et par Bavorov à l'ouest.

## Histoire
La première mention écrite du village date de 1262.

## Administration
La commune se compose de deux quartiers :
- Krašlovice
- Vitice